# Comuna Prîvovceanske, Pavlohrad
Prîvovceanske (în ucraineană Привовчанське) este o comună în raionul Pavlohrad, regiunea Dnipropetrovsk, Ucraina, formată din satele Malooleksandrivka și Prîvovceanske (reședința).

## Demografie
Componența lingvistică a satului Prîvovceanske
     Ucraineană (95,91%)
     Rusă (4,03%)
Conform recensământului din 2001, majoritatea populației satului Prîvovceanske era vorbitoare de ucraineană (95,91%), existând în minoritate și vorbitori de rusă (4,03%).